# 에어 유로파
에어 유로파(영어: Air Europa)는 스페인의 항공사로 스카이팀의 회원으로 소속되어 있다. 북유럽과 서유럽, 카나리아 제도와 발레아레스 제도를 오가는 항공편을 운영하고 있다. 더불어 국내선과 함께 남아메리카, 북아메리카, 서인도 제도를 오가는 장거리 항공편도 운영하고 있다. 허브 공항의 경우 마드리드 바라하스 국제공항이 있다.

## 역사
1986년 브리티쉬 ILG(영어: British ILG), 에어 유로파 그룹(영어: Air Europe Group), 스페인 은행의 출자로 설립되었다. 보잉 737을 도입해 스페인과 지중해를 연결하는 항공편을 처음 개설했다. 1991년에 모회사의 ILG가 소멸하고 보잉 737로 운항을 시작했다. 1998년에 이베리아반도의 권한을 획득하면서 1990년대 후반에 보잉 737의 서비스를 한층 더 강화했다. 2007년에 스카이팀에 가입, 2010년에 정회원이 되었다. 2012년 4월 13일 보잉 767-300ER 기종을 퇴역했다

## 운항 노선
- 2012년 8월 기준으로 에어 유로파는 다음과 같은 노선을 운항하고 있다.

### 코드쉐어 협정
- 에어 유로파는 다음과 같은 항공사와 코드쉐어 협정을 맺고 있다. 스카이팀 회원사로 코드쉐어 항공사도 스카이팀 회원 항공사와 주로 코드쉐어를 하고 있다.[1]

| - ITA 항공 - KLM (스카이팀) - TAROM (스카이팀) - 가루다 인도네시아 항공 (스카이팀) - 대한항공 (스카이팀) - 델타 항공 (스카이팀) - 베트남 항공 (스카이팀) - 사우디아 항공 (스카이팀) - 샤먼 항공 (스카이팀) - 아르헨티나 항공 (스카이팀) | - 아에로멕시코 (스카이팀) - 아에로플로트 (스카이팀) - 에어 세르비아 - 에어 프랑스 (스카이팀) - 에티오피아 항공 (스타 얼라이언스) - 에티하드 항공 - 중국동방항공 (스카이팀) - 중동항공 (스카이팀) - 중화항공 (스카이팀) - 체코 항공 (스카이팀) | - 카나리 플라이 항공 - 코파 항공 (스타 얼라이언스) - 터키항공 (스타 얼라이언스) |  |

## 보유 기종
- 2020년 7월 기준으로 에어 유로파는 다음과 같은 기종을 보유하고 있으며 평균 기령은 6.9년이다.[3]

## 같이 보기
- 스페인의 교통

## 사진

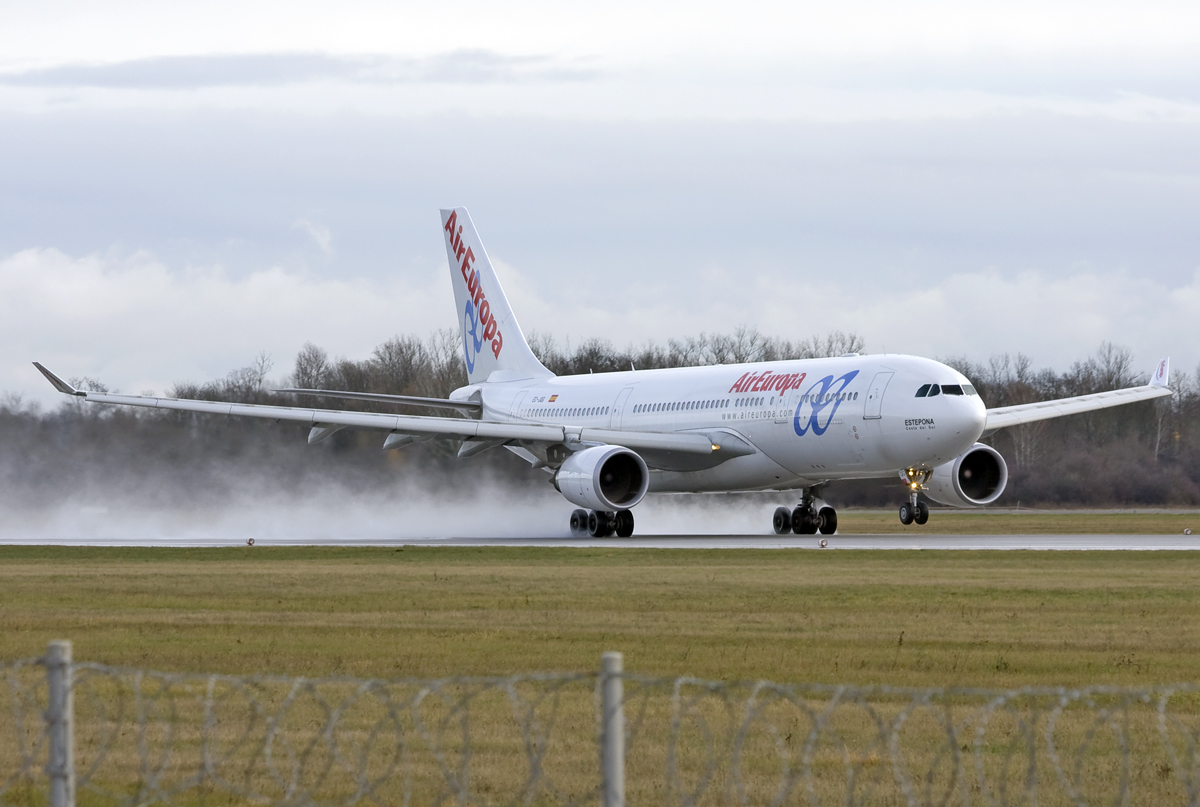
에어 유로파의 에어버스 A330-200
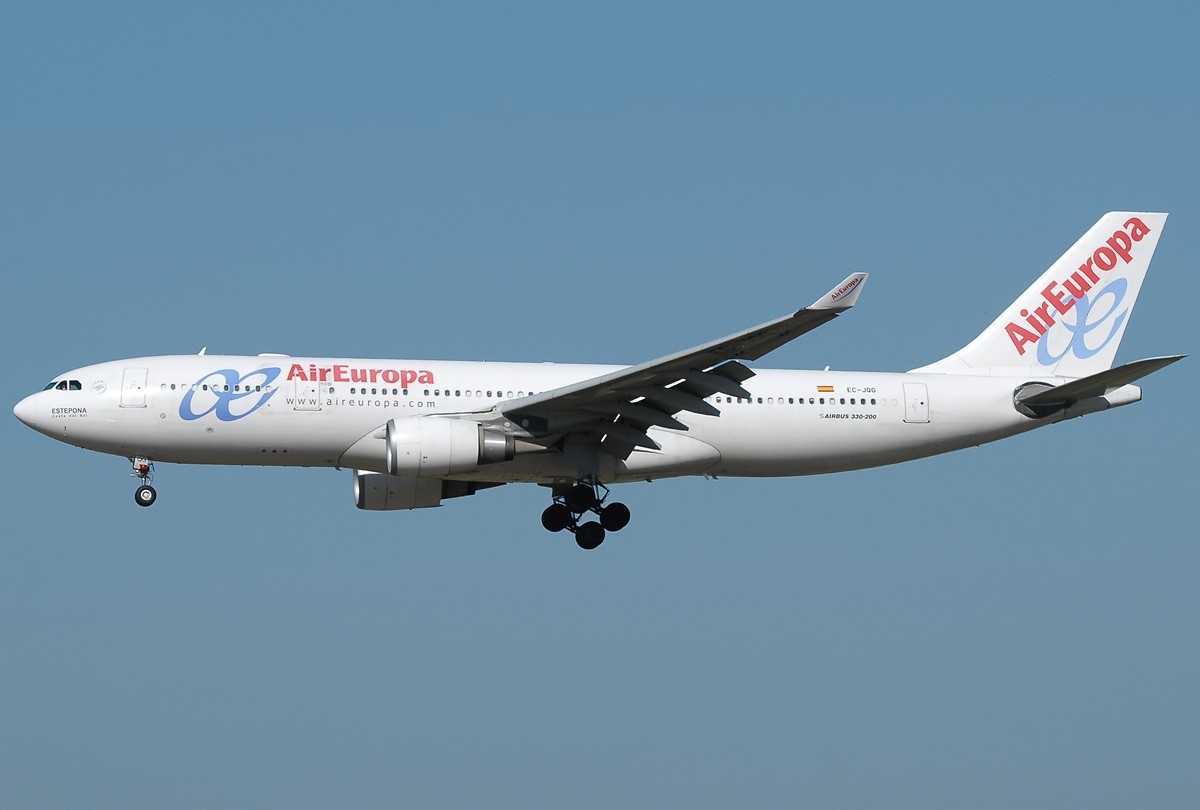
에어 유로파의 에어버스 A330-200
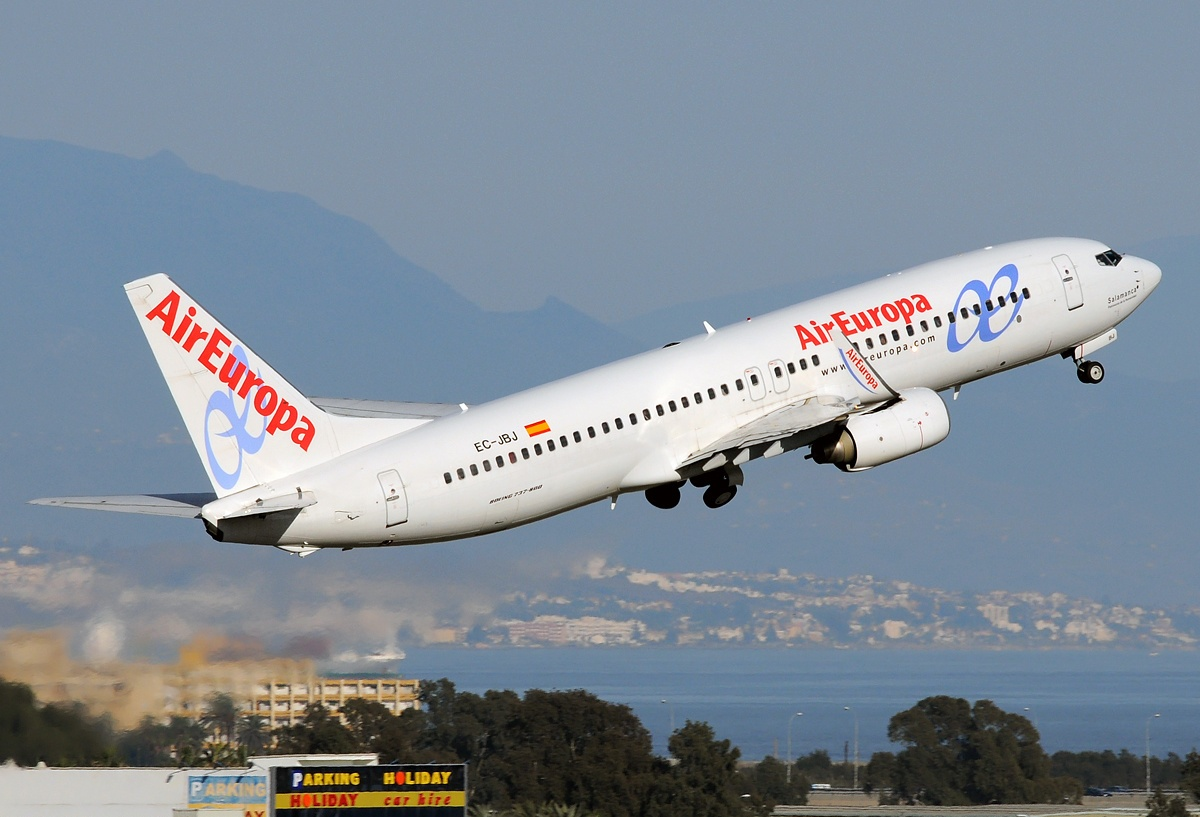
에어 유로파의 보잉 737-800
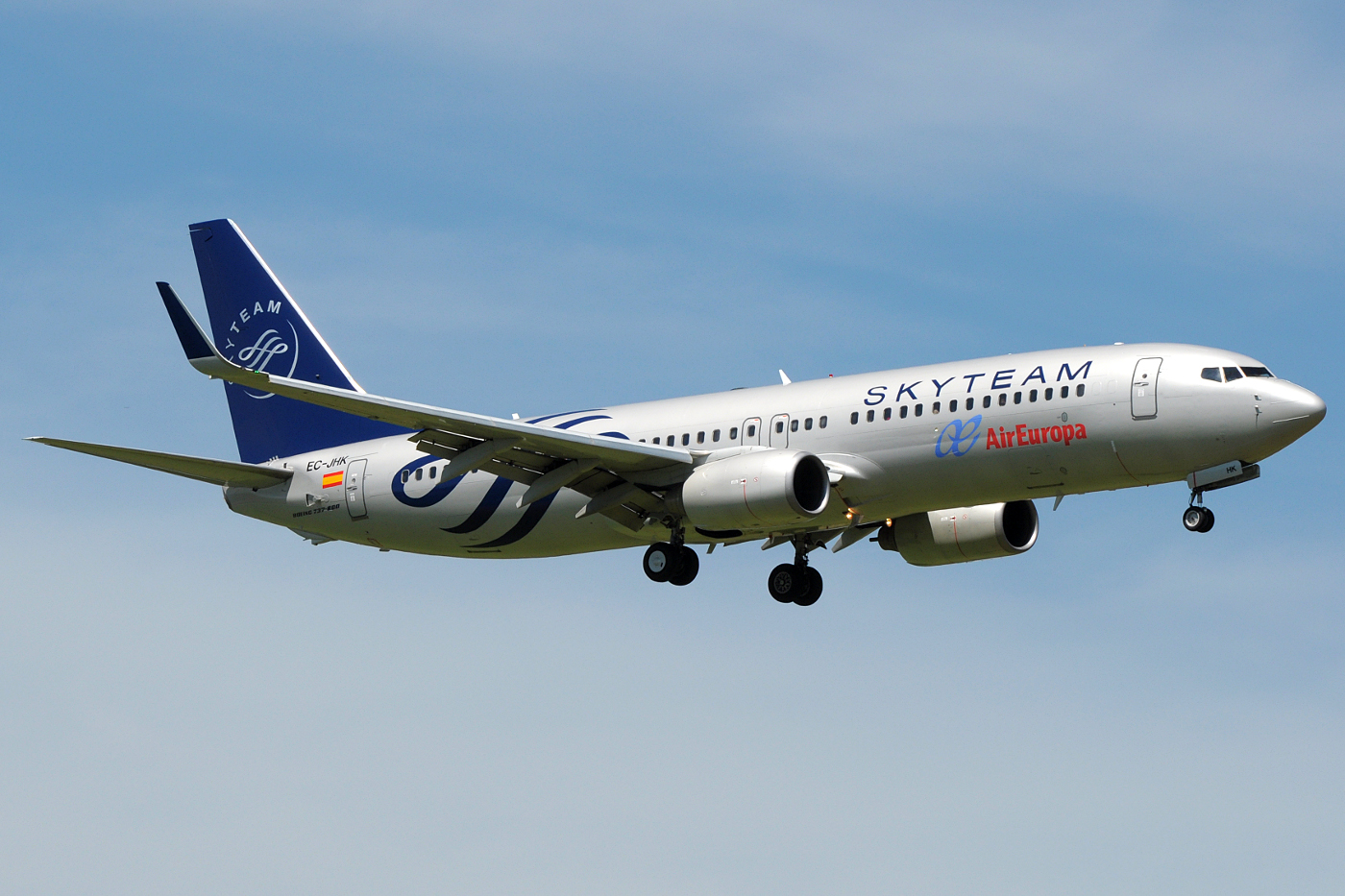
스카이팀 도장을 적용한 에어 유로파의 보잉 737-800
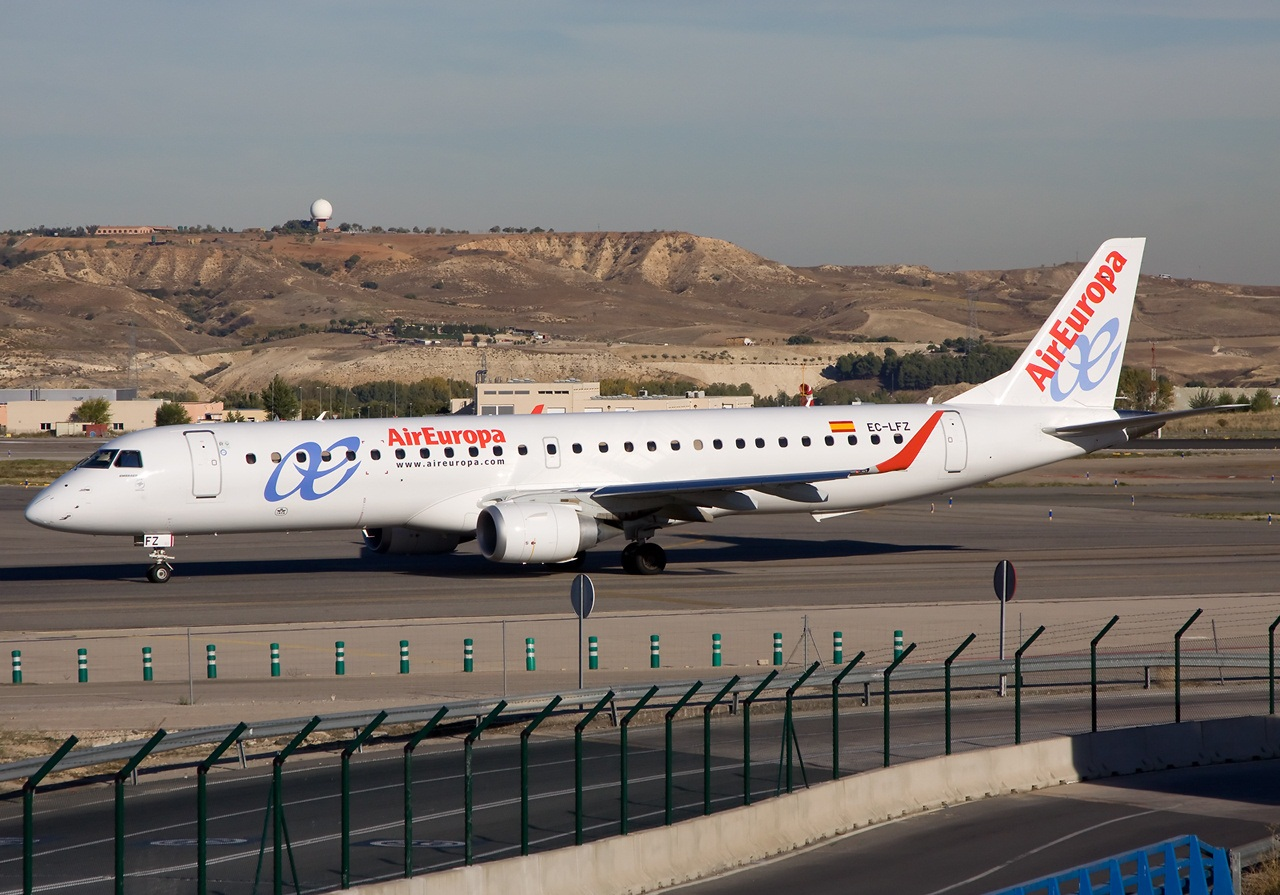
에어 유로파의 엠브라에르 E-195